# Charlie Lawson
Charles „Charlie“ Lawson (* um 1900; † nach 1930) war ein US-amerikanischer Posaunist des frühen Jazz.

## Leben und Wirken
Lawson spielte in den frühen 1920er-Jahren in der Oddfellows Band von P. B. Langford, 1924 bei Charlie Creaths Jazz-O-Manicas, an dessen Aufnahmen für Okeh Records er mitwirkte. Zeitweilig soll Zutty Singleton zur Band von Lawson gehört haben. 1924 begleitete er Bertha Henderson („Discouraged Blues“); 1926 spielte er in Chicago bei den Apollo Syncopators von Leroy Pickett und Tiny Parham. 1927 gehörte er zu den Hot Six von Louis Armstrong. 1928 bis 1930 spielte er in Parhams Band. Weitere Aufnahmen entstanden im Oktober 1928 mit Jimmy Wade and His Dixielanders. Lawson war zwischen 1924 und 1928 an sechs Aufnahmesessions beteiligt, sowie an fünf weiteren Studioterminen 1929 und 1930.